# Banda V
La banda V (banda "ve") del espectro electromagnético oscila entre 40 y 75 GHz. La banda V no es muy utilizada, excepto para la investigación de radar de onda milimétrica y otros tipos de investigación científica. No debe confundirse con el rango de 600-1000 MHz de banda-V (banda-cinco) de la gama de frecuencia UHF.
La banda V también se utiliza para sistemas de comunicaciones de onda milimétrica terrestre de alta capacidad. En los Estados Unidos, la Comisión Federal de Comunicaciones ha asignado la banda de frecuencias de 57 a 71 GHz para los sistemas inalámbricos sin licencia. Estos sistemas se utilizan principalmente para comunicaciones de gran capacidad y corta distancia (menos de 1 milla). Además, las frecuencias a 70, 80 y 90 GHz se han asignado como bandas "ligeramente autorizadas" para comunicaciones inalámbricas de varios gigabits. Todos los enlaces de comunicaciones en la banda V requieren una línea de visión sin obstrucciones entre el punto de transmisión y recepción, y el desvanecimiento de la lluvia debe tenerse en cuenta al realizar el análisis del presupuesto del enlace.

## Usos
El 15 de diciembre de 1995 la banda V a 60 GHz fue utilizada por la primera comunicación entre satélites del mundo en una constelación. Esta comunicación se realizó entre los satélites militares Milstar 1 y Milstar 2. 60 GHz es atractivo para los enlaces cruzados de satélite seguros, ya que permite altas velocidades de transmisión de datos, rayos estrechos y, en una banda de absorción fuerte de oxígeno, proporciona protección contra la intercepción por parte de los adversarios terrestres.

### Wi-Fi
El estándar Wifi IEEE 802.11ad utilizará el espectro de 60 GHz (microondas EHF) con velocidades de transferencia de datos de hasta 7 Gbit/s.

### Usos previstos
En marzo de 2017, varias compañías estadounidenses -Boeing, SpaceX, OneWeb, Telesat, O3b Networks y Theia Holdings- han presentado ante las autoridades reguladoras estadounidenses "planes de campo de constelaciones de satélites de banda V en órbitas no geosincrónicas para proporcionar servicios de comunicaciones, "Un espectro electromagnético que antes no había sido " fuertemente empleado para servicios de comunicaciones comerciales ".

## Banda V para la espalda móvil
Como los operadores móviles necesitan cada vez más ancho de banda, están recurriendo a nuevas bandas de frecuencia para reducir sus costos de espalda inalámbrica. Tanto el espectro de bandas en banda (57-71 GHz) y el espectro de banda E (71-76 GHz, 81-86 GHz y 92-95 GHz) de la banda V libre de licencia tienen claras ventajas tecnológicas y económicas. El 27 GHz asignado en estas bandas permite multi-Gigabit por segundo capacidades que exceden las frecuencias de 6-38 GHz de ancho de banda limitada.
En el espectro de bandas V y E, los sistemas inalámbricos pueden utilizar el espectro y los canales asignados significativamente más grandes para proporcionar velocidades de datos de varios Gigabit. Esto permite un diseño de radio y módem simple, robusto y de bajo costo. Por lo tanto, los sistemas inalámbricos de banda milimétrica y de banda V ofrecen ventajas de costo significativas sobre los sistemas inalámbricos de 6-38 GHz, lo que permite una capacidad de escala a capacidades Gigabit, sin equipo de radio adicional ni tarifas de licencia.